# سيد عبد القادر
سيد عبد القادر (مواليد 22 سبتمبر 1936) هو ملاكم سوداني، مثّل بلاده في الألعاب الأولمبية الصيفية في دورتي 1960 و1968.

## روابط خارجية
سيد عبد القادر على موقع بوكس ريك (الإنجليزية) (registration required)
- سيد عبد القادر على موقع أوليمبيديا (الإنجليزية)